# Bruno Pellizzari
Bruno Pellizzari, född 5 november 1907 i Milano, död 22 december 1991 i Milano, var en italiensk tävlingscyklist.
Pellizzari blev olympisk bronsmedaljör i sprint vid sommarspelen 1932 i Los Angeles.